# Bandera de Navata
La bandera oficial de Navata té la següent descripció:
Bandera apaïsada, de proporcions dos d'alt per tres d'ample, dividida en barra en dues parts iguals, la superior vermella, i la inferior, dividida també en barra, en dues meitats iguals, blanca la superior i groga la inferior. Al cantó del pal un roc blau perfilat de groc, d'alçada d'1/3 de la del drap i separat de l'angle per 1/9.
Va ser aprovada l'11 d'abril de 1994 i publicada en el DOGC el 20 d'abril del mateix any amb el número 1886.